# Shigeki Tsujimoto
Shigeki Tsujimoto (Osaka, 23 juni 1979) is een voormalig Japans voetballer.

## Carrière
Shigeki Tsujimoto speelde tussen 1998 en 2008 voor Yokohama Flügels, Kyoto Purple Sanga, Tokushima Vortis en Sagawa Printing.